# Liesbeth Kneppers-Heynert
Elizabeth Mary (Liesbeth) Kneppers-Heynert (Amsterdam, 17 juli 1951) is een Nederlands bedrijfskundige en een voormalig politicus namens de VVD.
Kneppers is hoogleraar bedrijfskunde aan de Rijksuniversiteit Groningen.
Kneppers was van 1999 tot 2003 en van 2007 tot 2015 lid van de Eerste Kamer der Staten-Generaal. Zij was voorzitter van de commissie voor Economische Zaken in de Eerste Kamer. Verder hield zij zich bezig met sociale zaken.
- Parlement.com: vg09llkkgwy7